# La casa del diavolo
(Otis B. Driftwood)
La casa del diavolo (The Devil's Rejects) è un film del 2005 scritto e diretto da Rob Zombie. È il seguito di La casa dei 1000 corpi e, come il primo film, segue le vicende della famiglia Firefly. Nel 2019 è uscito il sequel 3 from Hell.

## Trama
Texas, contea di Ruggsville, 18 maggio 1978. Sei mesi dopo gli eventi del primo film, lo sceriffo John Quincy Wydell e un manipolo di poliziotti circondano la fattoria dei Firefly, intenzionati a stanare la famiglia colpevole di decine di omicidi. Nello scontro a fuoco che segue Mother Firefly viene catturata, mentre il figlio Rufus rimane ucciso. Solo Otis e Baby riescono a fuggire mentre Tiny, fratello di Baby e Rufus, riesce a non farsi trovare dai poliziotti. Nella casa la polizia trova cadaveri fatti a pezzi sparsi un po' dovunque, oltre a ritagli di giornale e diari fotografici che testimoniano le efferatezze compiute dai Firefly.
Durante la fuga Baby riesce a telefonare al padre, Capitano Spaulding, avvisandolo che la polizia è sulle loro tracce. Spaulding dà appuntamento ai due fuggiaschi al Kahiki Palms Motel e si mette in cammino. Giunti per primi al motel, Otis e Baby prendono in ostaggio e uccidono i componenti del gruppo country Banjo & Sullivan, sottoponendoli prima a torture e umiliazioni, finché vengono raggiunti da Spaulding col quale proseguono la fuga. Nel frattempo lo sceriffo Wydell ingaggia due tagliagole, Rondo e Billy Ray Snapper, che si mettono a loro volta sulle tracce dei fuggiaschi.
La sete di vendetta dello sceriffo Wydell diventa sempre più forte, soprattutto dopo la scena onirica in cui il fratello George, assassinato da Mother Firefly nel primo film, lo incita a sterminare la famiglia responsabile della sua morte. Wydell decide quindi di cambiare le regole del gioco e di mettersi sullo stesso piano dei Firefly. Come primo gesto uccide con le sue mani Mother, rinchiusa in una cella. Otis, Baby e Spaulding, ribattezzati dai media "I reietti del diavolo", trovano nel frattempo rifugio nel bordello gestito da Charlie Altamont, fratellastro di Spaulding.
Il giorno dopo, in un momento di assenza dei Firefly, Charlie riceve la visita dello sceriffo Wydell che lo ricatta e lo obbliga a tradire i compagni facendoli trovare nel locale per mezzanotte. All'ora stabilita, i due tagliagole riescono a entrare nel locale e a catturare Otis e Baby, mentre Wydell si occupa di Spaulding. Ormai completamente accecato dalla sete di vendetta, Wydell conduce i tre nella loro fattoria, li immobilizza e li sottopone a svariati tipi di tortura (elettroshock, percosse, chiodi conficcati nelle mani, ecc..).
Infine, prima di dar fuoco alla casa, lo sceriffo libera Baby e la insegue per ucciderla, sicuro che nelle condizioni in cui si trova non sia in grado di andare lontana, dà fuoco alla casa e lascia i due assassini al loro destino, cioè di bruciare vivi, e insegue la ragazza con un'ascia, per mettere fine definitivamente alla famiglia Firefly. Catturata di nuovo, viene salvata dal fratellastro di Spaulding, ma egli viene barbaramente ucciso da Wydell con l'ascia.
Baby scappa nuovamente, ma Wydell le spara ad una gamba e le si avvicina per finirla; così, dopo averla frustata, si prepara a strangolarla, ma Baby viene salvata in extremis da Tiny, assente dall'inizio del film, che uccide Wydell e libera Otis e Spaulding ancora vivi. Tiny rientra infine nella fattoria, ormai completamente avvolta dalle fiamme, mentre Otis, Baby e Spaulding si rimettono in marcia. La fuga in auto è breve e i tre sono costretti a fermarsi davanti al muro di poliziotti che li stanno braccando. Nelle sequenze finali, Otis spinge sull'acceleratore lanciando l'auto contro gli agenti, in un ultimo epico scontro a fuoco durante il quale "I reietti del diavolo" vengono crivellati di colpi.

## Produzione

### Sceneggiatura
Subito dopo aver scritto la sceneggiatura di La casa dei 1000 corpi, Rob Zombie ha cominciato a pensare ad un'altra possibile storia in cui lo sceriffo John Quincy Wydell, fratello di George Wydell ucciso dai Firefly, decideva di vendicarsi. Dato il buon riscontro economico del primo film, la Lions Gate ha dato il via libera al regista che ha quindi cominciato a pensare seriamente a quello che sarebbe poi diventato La casa del diavolo. Per il nuovo film, Rob Zombie non aveva in mente il classico horror, piuttosto qualcosa tra il road movie e il western violento.
A tal proposito, il regista ha dichiarato di essere stato influenzato soprattutto da film come Il mucchio selvaggio, Gangster Story e La rabbia giovane. Rispetto al precedente, La casa del diavolo (nella versione originale The Devil's Rejects, i reietti del diavolo) si distacca dalle regole dello splatter e assume un tono più oscuro e brutale. Secondo il regista, qualcosa di psichicamente disturbante da vedere per gli spettatori ma anche da interpretare per gli attori.
Come direttore della fotografia, Zombie ha scelto Phil Parmet dopo aver apprezzato i suoi tanti lavori, soprattutto Harlan County, USA vincitore dell'oscar come miglior documentario nel 1977. Lo stile documentaristico del film è dovuto al fatto che è quasi del tutto girato con la camera a mano, mentre il Dolly è stato usato solo in una scena. L'intenzione iniziale di Rob Zombie era addirittura quella di creare gli effetti speciali usando solo tecniche usate negli anni settanta, ma i limitati tempi di produzione lo hanno fatto rinunciare.
Nel primo film, Otis era un albino. Dopo alcune prove, Rob Zombie ha ritenuto che questo aspetto non funzionasse per il sequel, date le differenze stilistiche tra le due pellicole, per cui in questo film Otis presenta una pigmentazione "normale".

### Cast
Rob Zombie ha confermato gran parte degli attori principali del primo film, soprattutto Sid Haig e Sheri Moon. Per quanto riguarda i nuovi interpreti, il regista si è trovato in sintonia con tutti, anche con William Forsythe, per il quale inizialmente nutriva qualche perplessità dovuta alle voci circolanti nell'ambiente sul carattere piuttosto difficile dell'attore. Per lui aveva in mente un'interpretazione sullo stile di Lee Marvin, Robert Mitchum e soprattutto Robert Shaw (per entrambi il più grande attore di tutti i tempi).
Karen Black e Robert Allen Mukes, interpreti rispettivamente di Mother Firefly e Rufus nel primo film, sono stati sostituiti da Leslie Easterbrook (l'agente Callahan di Scuola di polizia) e Tyler Mane.
Originariamente, Priscilla Barnes era destinata al ruolo di Mother Firefly mentre Lesile Easterbrook avrebbe dovuto interpretare Gloria Sullivan.
Sullo schermo, lo sceriffo John Quincy Wydell appare come l'esatto riflesso degli sceriffi e dei detective del vecchio west, del tipo uccidi i banditi ed esponi i loro cadaveri perché tutti li vedano. Nel film troviamo inoltre vere e proprie icone del cinema horror tra cui Ken Foree (il Peter Washington di Zombi, 1978), Michael Berryman (Pluto di Le colline hanno gli occhi) e Danny Trejo (il barista del Titty Twister in Dal tramonto all'alba).
Altri volti noti, riconoscibili in brevi ruoli, sono Ginger Lynn, famosa pornostar degli anni ottanta che interpreta la prostituta Fanny, Pamela Jayne Soles (Halloween, la notte delle streghe, 1978) e Mary Woronov, superstite della factory di Andy Warhol e interprete di molti B-movie americani. Nel film, le ultime due vengono derubate dell'auto (e Mary Woronov uccisa), rispettivamente da Spaulding e Otis.
Un altro cameo è quello di Steve Railsback nei panni dell'agente Ken Dwyer. Nel corso della sua lunga carriera, l'attore ha interpretato due dei più celebri assassini appartenenti alla storia contemporanea: Charles Manson in Bel Air – La notte del massacro di Tom Gries e il contadino cannibale Ed Gein in Ed Gein - Il macellaio di Plainfield di Chuck Parello.
Le sequenze in cui è presente Doctor Satan, che vedono la partecipazione anche dell'attrice Rosario Dawson, sono state eliminate perché il regista le ha ritenute fuori posto. In un'intervista, Rob Zombie dice di aver tagliato le scene in quanto "la presenza di Doctor Satan in La casa del diavolo aveva senso come la presenza di Chewbecca in Gangster Story". Le scene sono comunque presenti nell'edizione in DVD.
Nel film sono state tagliate anche altre scene di dialogo fra i personaggi.
Nell'edizione italiana, prima che scorrano i titoli di coda si legge: "In Memory of Matthew McGrory". Nella versione cinematografica americana questa scritta non compariva perché l'attore, interprete di Tiny Firefly anche nel primo film, è deceduto pochi giorni dopo l'uscita del sequel. La dedica è presente anche nell'edizione in DVD.

## Accoglienza
Dal punto di vista degli incassi, il film negli Stati Uniti è stato un successo, recuperando i 7 milioni di dollari di budget nella prima settimana di proiezione ed arrivando ad incassare oltre 16 milioni di dollari.

### Critica statunitense
La critica ha espresso opinioni contrastanti riguardo al film. Robert K. Elder del Chicago Tribune ha scritto: «Nonostante un'immersione decennale in classici maledetti come il primo Non aprite quella porta e Non violentate Jennifer, Rob Zombie non sembra aver assorbito nessuna delle tensioni sociali presenti in questi film. Zombie non è un collezionista di influenze come Quentin Tarantino che costruisce i suoi film sulla base di richiami che provengono dalla sua infanzia. La casa del diavolo sembra più una spazzatura di omaggi ad altri film sparsi qua e là, confusi tra poliziotti inetti e buchi nella sceneggiatura».
Altri critici hanno invece apprezzato la pellicola, ad esempio Roger Ebert secondo il quale "nel film ci sono cose apprezzabili nella sceneggiatura e nell'interpretazione". Nella sua recensione del remake di Le colline hanno gli occhi, inoltre, Ebert cita La casa del diavolo sostenendo che il film "vuole divertire oltre che creare disagio e i killer depravati che incontriamo sono individui con personalità, un passato e delle motivazioni".

### Critica italiana
Anche in Italia il film ha suscitato pareri alterni ma sostanzialmente positivi, soprattutto se si tiene conto del fatto che si tratta di un sequel e considerato che La casa del diavolo è solo il secondo film di Rob Zombie. Lietta Tornabuoni ha scritto su La Stampa del 19 maggio 2006: «Erano circa trent'anni, forse dagli Anni Settanta che non si vedeva un horror così: pieno non soltanto di sangue e morti, ma di sesso, droga, ribellismo, turpiloquio continuo, [...] nella consueta lotta tra il Bene (uno sceriffo che si rivela una carogna, come capita a volte ai buoni) e il Male (una famiglia Firefly seminatrice di morte ma sempre migliore del Bene). […] Nulla è mai stato così esplicito e davvero violento. Lo sceriffo diventa torturatore […]e poi, depravato e terribile, muore: ma il Male-Bene continua a fare la sua strada».
Secondo Alberto Castellano (Il Mattino, 13 maggio 2006), Rob Zombie, «erede in qualche modo dei Wes Craven e dei Tobe Hooper, […] porta meccanismi e tipologie del genere alle estreme conseguenze con una disgustosa ma funzionale miscela di kitsch, trash e ironia». Anche Marco Giovannini esprime un parere positivo sul lavoro di Rob Zombie su Ciak del maggio 2006: «Chi non ama le efferatezze lasci perdere […] ma sarebbe un peccato perché la sua tecnica si raffina sempre più. Ha girato in Super 16 per restituire la patina anni Settanta e ha usato spesso il ralenti alla maniera di Peckinpah (ma c'è anche molto Romero, Hooper, Leone e perfino Waters)».

## Colonna sonora
Rob Zombie ha deciso di non attingere alla sua produzione discografica né di comporre nuovi brani appositamente per il film. Data l'ambientazione (Texas, fine anni settanta), il regista ha privilegiato il southern rock di mostri sacri come Elvin Bishop, Lynyrd Skynyrd e Allman Brothers Band, alternato a sonorità folk e blues (Blind Willie Johnson, Terry Reid, Muddy Waters) e al country di Kitty Wells e Buck Owens.
1. Dark was the Night, Cold was the Ground (Blind Willie Johnson)
2. Midnight Rider (The Allman Brothers Band)
3. Shambala (Three Dog Night)
4. World Report (Anthony Goddard & Ron Komite)
5. Brave Awakening (Terry Reid)
6. It Wasn't God Who Made Honky Tonk Angels (Kitty Wells)
7. Satan's Gotta Get Along without Me (Buck Owens)
8. Top Story (Anthony Goddard & Ron Komite)
9. Fooled Around and Fell in Love (Elvin Bishop)
10. I Can't Quit You Baby (Otis Rush)
11. Reelin' in the Years (Steely Dan)
12. Funk No. 49 (James Gang)
13. Rock On (David Essex)
14. Rocky Mountain Way (Joe Walsh)
15. I Be's Troubled (Muddy Waters)
16. Saturday Night Special (Lynyrd Skynyrd)
17. To Be Teated Rite (Terry Reid)
18. Free Bird (Lynyrd Skynyrd)
19. Seed of memory (Terry Reid)

Esistono tre versioni della colonna sonora, tutte uscite in versione CD nel 2005:
- Dual Disc (versione in cui sono presenti dialoghi del film alternati ai brani musicali; è l'unica che comprende un DVD con l'album in alta definizione e materiale bonus)
- Clean (versione che comprende gli stessi brani della versione Dual Disc ma senza gli spezzoni audio e senza il materiale bonus del DVD)
- Original Motion Picture Score (versione con brani strumentali originali composti dal musicista Tyler Bates)

Nel 2005, in contemporanea con l'uscita del film, negli Stati Uniti è stato pubblicato l'album di Banjo & Sullivan, The Ultimate Collection 1972-1978, contenente brani di musica country composti da Jesse Dayton.

## Riconoscimenti
- 2006 - Spike TV Scream Awards
  - Miglior Film Horror
  - Most Vile Villain (per la famiglia Firefly)
  - Nomination nella categoria The Ultimate scream.
- 2006 - Fangoria Chainsaw Awards
  - Killer Movie
  - Relationship from Hell (Bill Moseley e Sheri Moon)
  - Nomination nella categoria Best Butcher (Sid Haig).

## Sequel
Il 13 marzo 2018 Rob Zombie ha annunciato l'inizio delle riprese di 3 From Hell, terzo capitolo della trilogia sulle gesta della famiglia Firefly..
Il film è uscito nel 2019.